# Derrick Rose
Derrick Rose (* 4. října 1988 Chicago, USA) je bývalý profesionální americký basketbalista, Naposledy hrál v  NBA v týmu Memphis Grizzlies . V roce 2009 byl v NBA vyhlášen nováčkem roku, o dva roky později ve 22 letech jako nejmladší v historii získal ocenění pro nejužitečnější hráče (MVP). Byl o něm natočen film s názvem pooh: the derrick rose story 
Jeho sportovní kariéru však poznamenala zranění, zejména vleklé problémy s oběma koleny. Byl mj. donucen vynechat celou sezónu 2012–13.

## Kariéra
- 2008–2016→Chicago Bulls
- od 2016→New York Knicks
- od 2017→Cleveland Cavaliers
- od 2018→Minnesota Timberwolves
- od 2019-2021 → Detroit Pistons
- Od 2021 → New York Knicks
- Od 2023 →Memphis Grizzlies